# Where the Heart Is
 Where the Heart Is és una pel·lícula britànica dirigida par John Boorman, estrenada el 1990.

## Argument
Stewart McBain (Dabney Coleman) és un gran empresari de la construcció que es dedica a destruir edificis vells i edificar nous al seu lloc. Un bon dia la seva família cansada de les seves martingales decideix sortir a la televisió per protestar per la demolició d'un edifici vell i lleig i aparentment sense importància. De seguida les càmeres de televisió es dirigeixen al lloc i troba la seva família protestant i injuriant a tot el món. Stewart es mostra totalment avergonyit pel seu comportament i decideix venjar-se...

## Repartiment
- Dabney Coleman: Stewart McBain
- Uma Thurman: Daphne McBain
- Joanna Cassidy: Jean
- Crispin Glover: Lionel
- Suzy Amis: Chloe McBain
- Christopher Plummer: Shitty
- David Hewlett: Jimmy
- Maury Chaykin: Harry
- Dylan Walsh: Tom
- Ken Pogue: Hamilton
- Sheila Kelley: Sheryl
- Michael Kirby: pare de Lionel
- Dennis Strong: Marvin X
- Timothy Stickney: Marcus
- Emma Woollard: Olivia